# Pandanus heterocarpus
Pandanus heterocarpus är en enhjärtbladig växtart som beskrevs av Isaac Bayley Balfour. Pandanus heterocarpus ingår i släktet Pandanus och familjen Pandanaceae.
Artens utbredningsområde är Rodrigues. Inga underarter finns listade.

## Bildgalleri

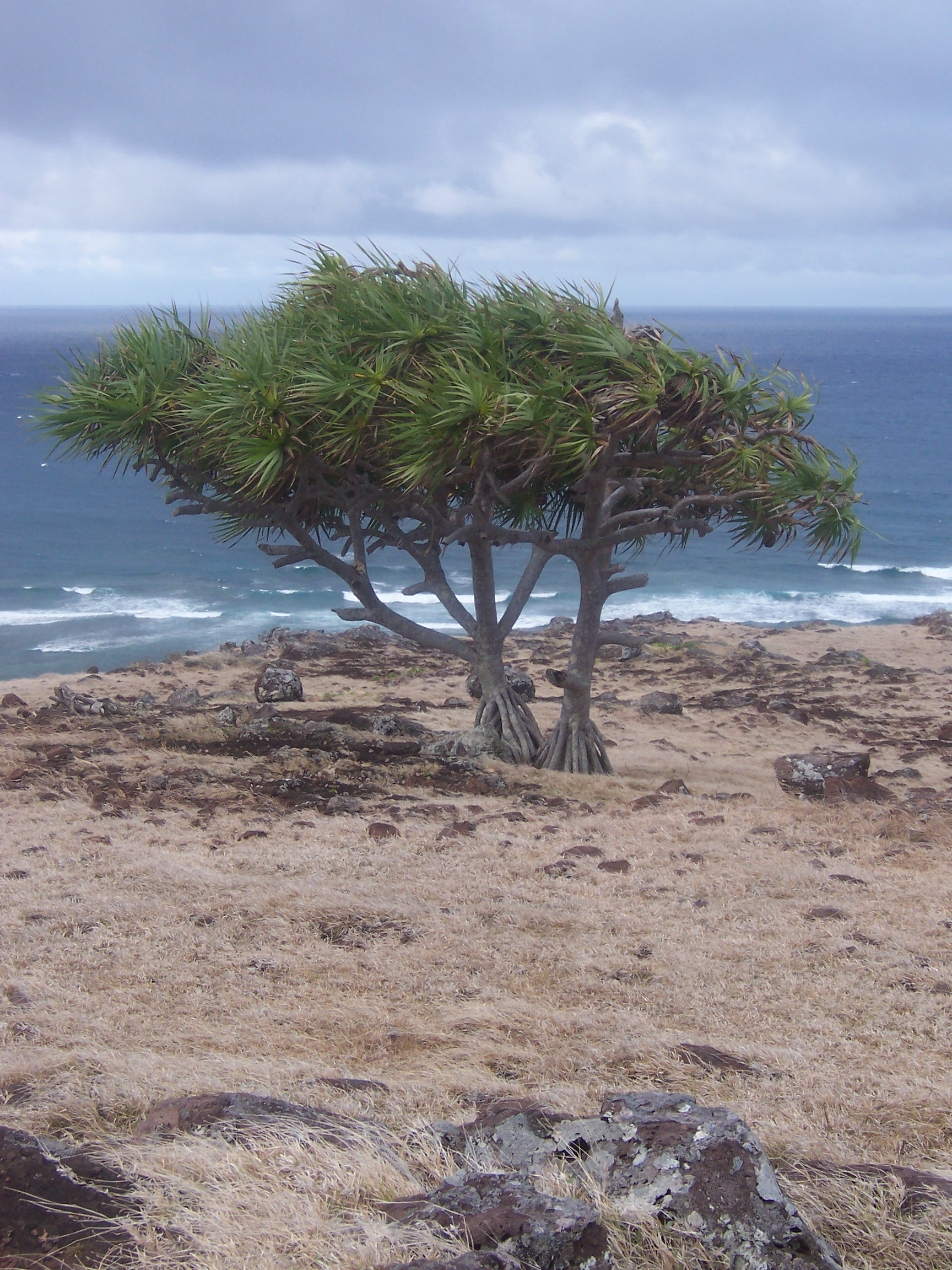
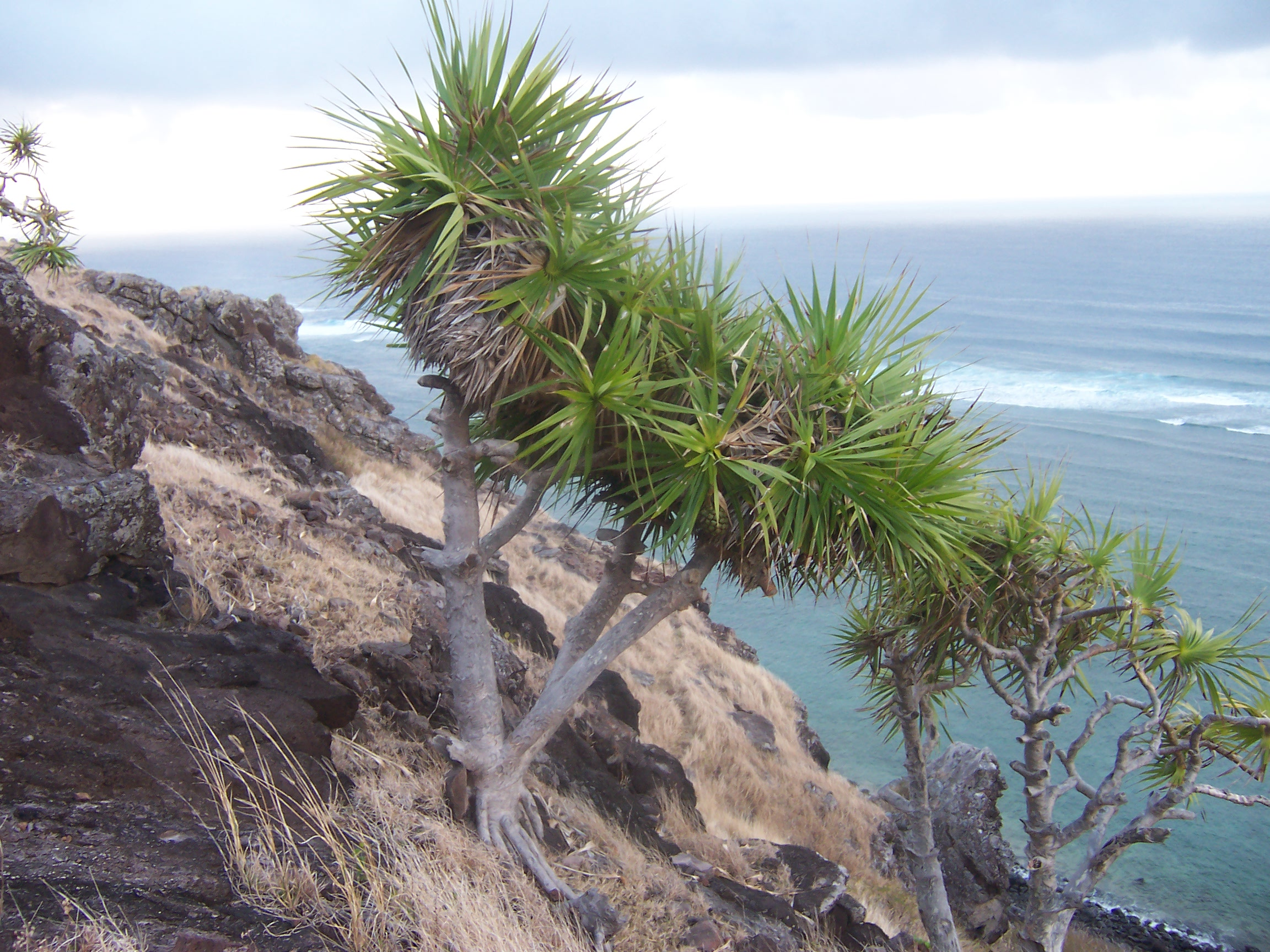
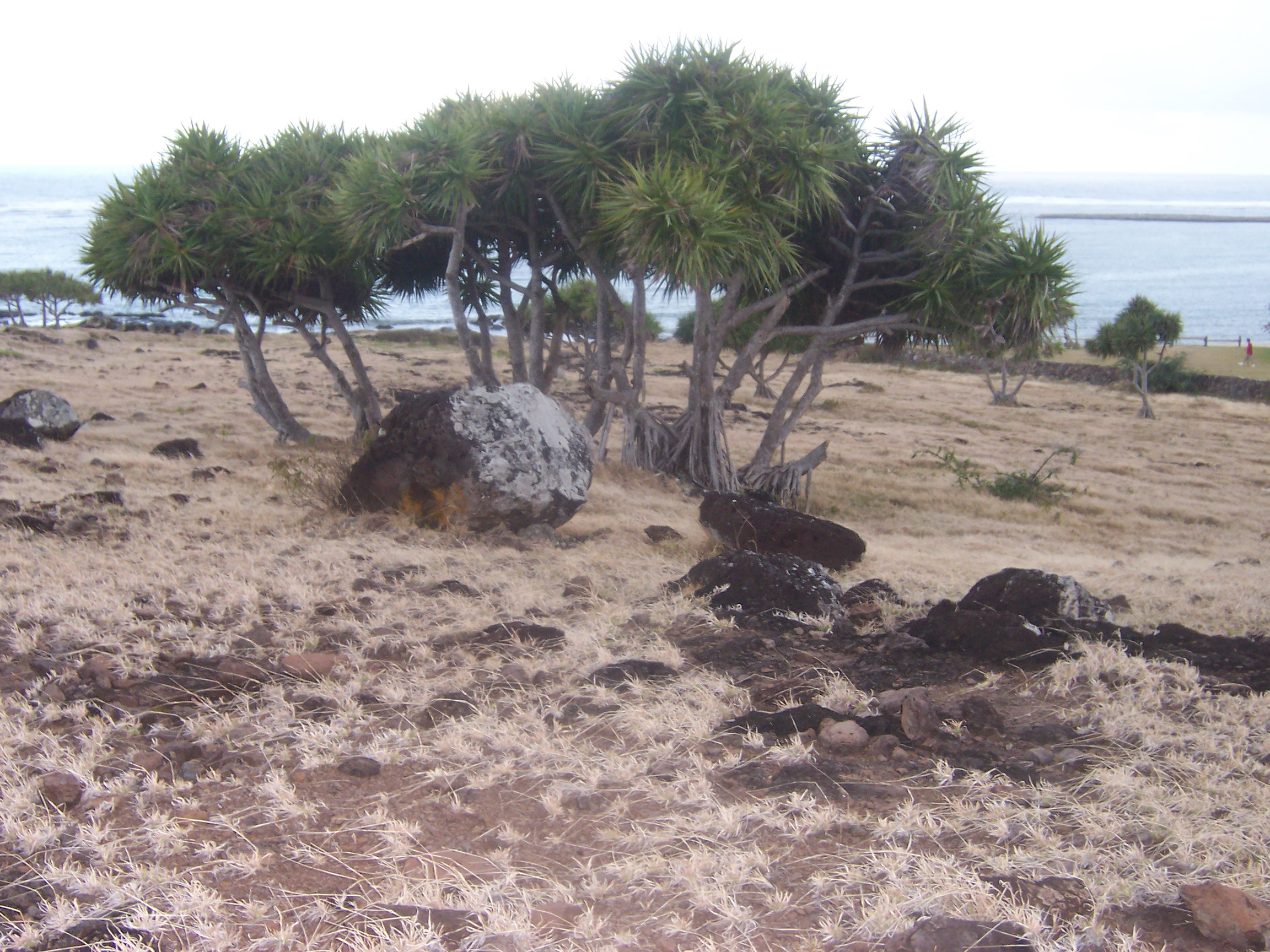
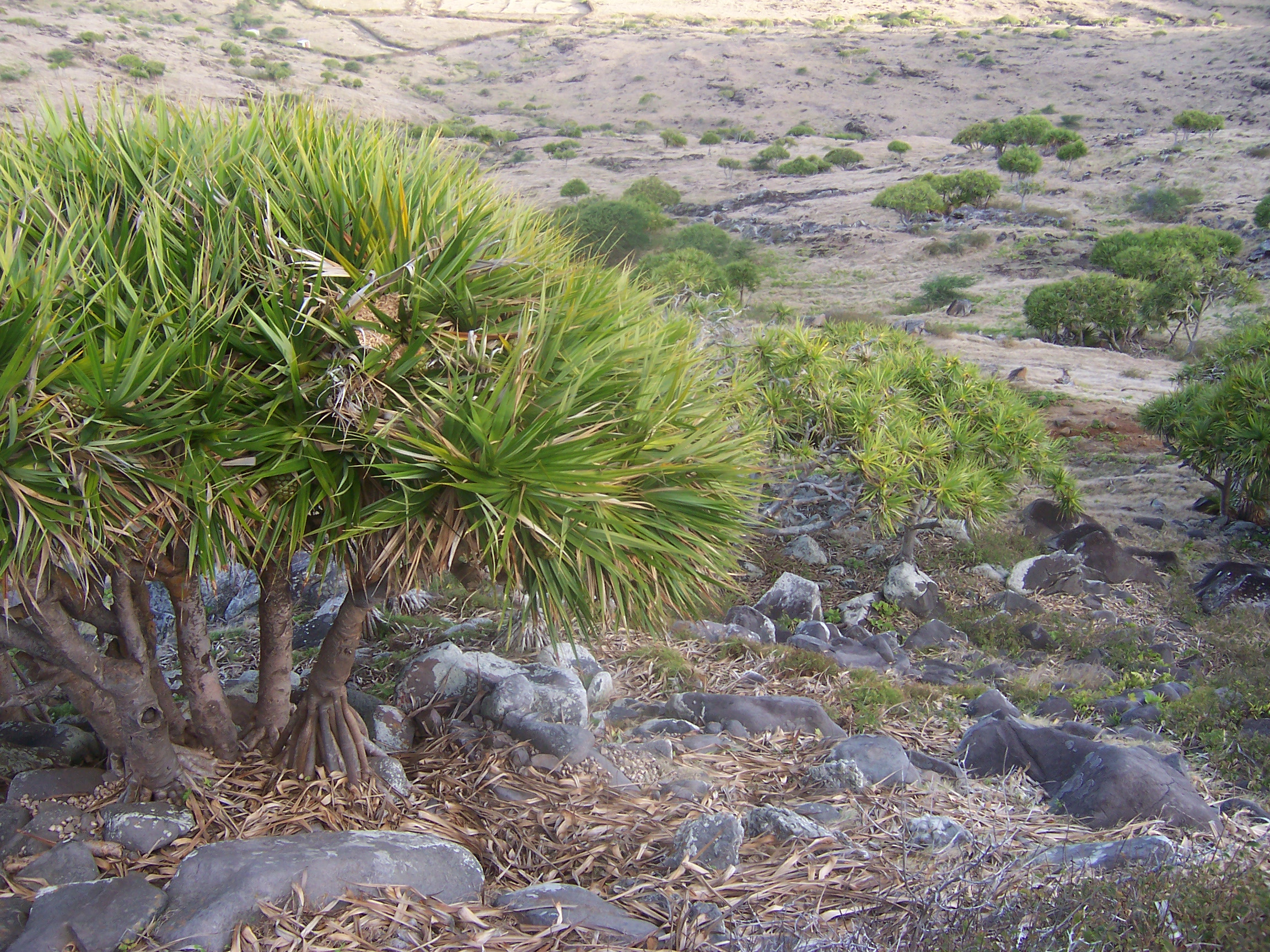
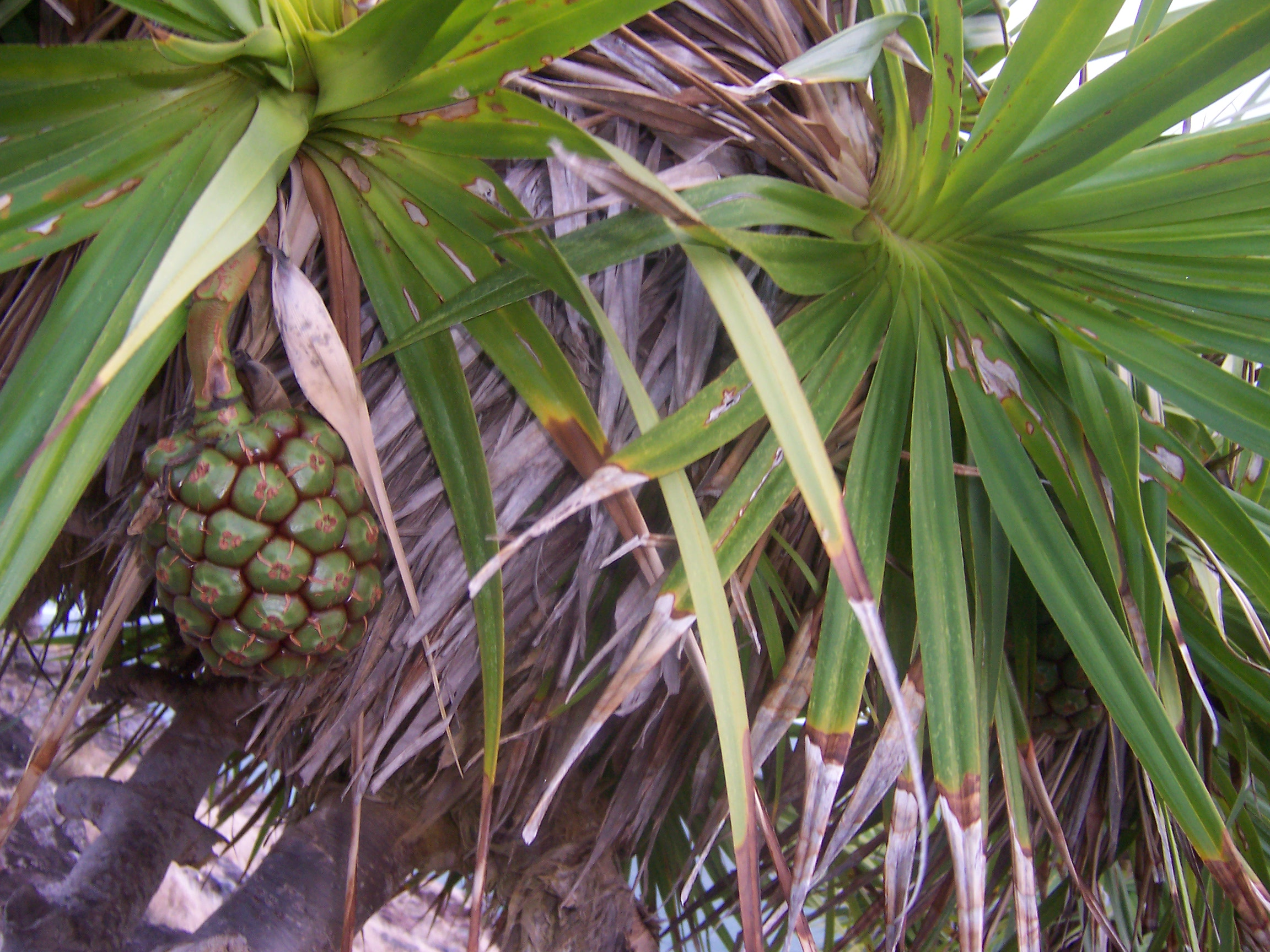
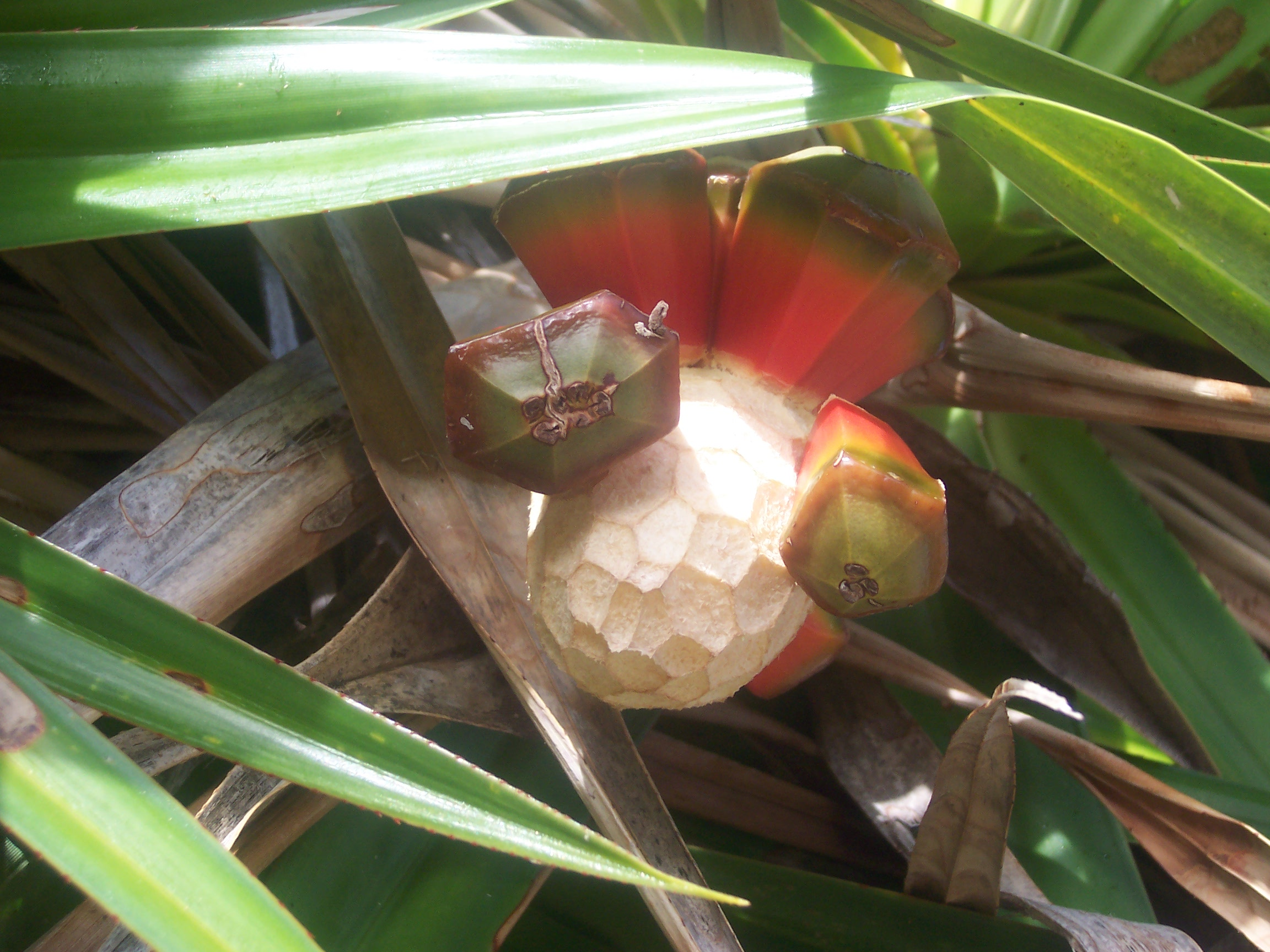